# 西部高射群
西部高射群（せいぶこうしゃぐん、英称：Western Air Defence Missile Group）とは、西部航空方面隊に属している高射群である。本部は春日基地（福岡県春日市）に所在しており、4つの高射隊を傘下に抱えている。主な任務は、飛来する敵の航空戦力を長射程の地対空ミサイル（SAM）により遠距離で迎撃することである。編成当初は「第2高射群」であったが、2023年（令和5年）の高射群再編に伴い、「西部高射群」に改称された。

## 沿革
第2高射群
- 1966年（昭和41年）2月1日：「第2高射群」が新編。MIM-3 ナイキ・エイジャックス装備。
- 1972年（昭和47年）6月15日：ナイキ-Jミサイルに更新。
- 1994年（平成06年）3月31日：高射隊の装備をナイキシステムからペトリオットに変更。
- 2009年（平成21年）
  - 10月28日：第5高射隊と指揮所運用隊にPAC-3を配備。
  - 12月22日： 第7高射隊にPAC-3を配備。
- 2010年（平成22年）
  - 2月24日：第8高射隊にPAC-3を配備。
  - 4月26日：第6高射隊にPAC-3を配備。
- 2020年（令和02年）9月：PAC-3MSE形態に換装完了[1]。

西部高射群
- 2023年（令和05年）3月16日：第2高射群が「西部高射群」に改称。

## 部隊編成
特記ないものは春日基地内に所在している。
- 西部高射群本部
- 指揮所運用隊
  - 背振山中継班（背振山分屯基地）
- 整備補給隊（芦屋基地）
- 第5高射隊（芦屋基地）
- 第6高射隊（芦屋基地）
- 第7高射隊（築城基地）
- 第8高射隊（高良台分屯基地）

## 主要幹部
| 官職名         | 階級    | 氏名       | 補職発令日     | 前職               |
| -------------- | ------- | ---------- | -------------- | ------------------ |
| 西部高射群司令 | 1等空佐 | 荒田真一   | 2023年08月22日 | 北部航空施設隊司令 |
| 副司令         | 1等空佐 | 長谷部光寛 | 2025年08月01日 | 航空自衛隊幹部学校 |

| 代 | 氏名                 | 在職期間                                                   | 前職                                                    | 後職                                                   |
| -- | -------------------- | ---------------------------------------------------------- | ------------------------------------------------------- | ------------------------------------------------------ |
| 01 | 長峰郁郎 （2等空佐） | 1966年02月01日 - 1967年03月15日                            |                                                         | 航空総隊司令部                                         |
| 02 | 中原勝               | 1967年03月16日 - 1969年07月15日                            | 中部航空方面隊司令部防衛部長                            | 航空自衛隊幹部学校教育部長                             |
| 03 | 馬場園房吉           | 1969年07月16日 - 1971年11月30日                            | 航空自衛隊第5術科学校第1教育部長                        | 第1航空教育隊司令 兼 防府南基地司令                    |
| 04 | 牧正                 | 1971年12月01日 - 1973年02月15日                            | 防衛研修所所員                                          | 航空自衛隊幹部候補生学校副校長                         |
| 05 | 片山千彰             | 1973年02月16日 - 1974年07月15日                            | 第11飛行教育団飛行教育群司令                            | 航空自衛隊幹部学校勤務                                 |
| 06 | 小森卓也             | 1974年07月16日 - 1976年08月01日                            | 航空自衛隊第3補給処企画課長                             | 航空中央業務隊長 兼 檜町基地司令                       |
| 07 | 加藤孟司             | 1976年08月02日 - 1978年06月30日                            | 統合幕僚会議事務局第5幕僚室勤務                         | 航空幕僚監部人事教育部副部長                           |
| 08 | 朱谷真人             | 1978年07月01日 - 1980年03月16日 ※1980年01月01日 空将補昇任 | 航空自衛隊幹部候補生学校 第1教育部長                    | 中部航空警戒管制団司令 兼 入間基地司令                 |
| 09 | 上山忠               | 1980年03月17日 - 1982年03月15日                            | 航空自衛隊補給統制処第4部長                             | 航空自衛隊第4補給処副処長                              |
| 10 | 田中勝美             | 1982年03月16日 - 1984年03月15日                            | 教導高射隊司令                                          | 西部航空警戒管制団付 →1984年4月2日 退職                |
| 11 | 宮下裕               | 1984年03月16日 - 1986年03月16日 ※1984年07月02日 空将補昇任 | 航空幕僚監部防衛部防衛課長                              | 航空幕僚監部人事教育部長                               |
| 12 | 高澤市郎             | 1986年03月17日 - 1988年07月06日                            | 西部航空方面隊司令部人事部長                            | 防衛研究所第1研究部第4研究室長                         |
| 13 | 植村卓               | 1988年07月07日 - 1990年03月15日                            | 航空自衛隊補給本部第4部長                               | 航空自衛隊補給本部幹事 （空将補昇任）                  |
| 14 | 川勝章男             | 1990年03月16日 - 1991年11月30日                            | 第1航空団副司令                                         | 退職（空将補昇任）                                     |
| 15 | 藤原忠晴             | 1991年12月01日 - 1993年11月30日                            | 北部航空警戒管制団副司令                                | 退職（空将補昇任）                                     |
| 16 | 原充男               | 1993年12月01日 - 1996年03月31日                            | 統合幕僚会議事務局第5幕僚室 防衛計画調整官 兼 総括班長  | 航空自衛隊幹部候補生学校副校長                         |
| 17 | 三澤守               | 1996年04月01日 - 1997年03月25日                            | 航空幕僚監部人事教育部 人事計画課長                     | 航空自衛隊第4術科学校長 兼 熊谷基地司令 （空将補昇任） |
| 18 | 岩崎怜一             | 1997年03月26日 - 1999年03月28日                            | 航空幕僚監部装備部調達課長                              | 航空自衛隊第4補給処長 （空将補昇任）                   |
| 19 | 北川義昭             | 1999年03月29日 - 2000年11月30日                            | 情報本部総務部長                                        | 航空教育集団司令部総務部長                             |
| 20 | 川上潔               | 2000年12月01日 - 2002年12月01日                            | 航空幕僚監部人事教育部教育課長                          | 第13飛行教育団司令                                     |
| 21 | 村岡満               | 2002年12月02日 - 2004年07月31日                            | 第7航空団副司令                                         | 退職（空将補昇任）                                     |
| 22 | 野田耕平             | 2004年08月01日 - 2006年03月31日                            | 航空幕僚監部防衛部施設課長                              | 航空総隊司令部装備部長                                 |
| 23 | 池田勝               | 2006年04月01日 - 2007年07月31日                            | 航空幕僚監部防衛部付                                    | 航空システム通信隊司令                                 |
| 24 | 森田公治             | 2007年08月01日 - 2008年11月30日                            | 航空幕僚監部首席法務官                                  | 警戒航空隊司令                                         |
| 25 | 荒木正嗣             | 2008年12年01日 - 2011年04月14日                            | 航空幕僚監部総務部総務課 広報室長                       | 航空総隊司令部総務部長                                 |
| 26 | 杉崎信之             | 2011年04月15日 - 2013年07月31日                            | 統合幕僚監部首席後方補給官付 後方補給官                 | 航空総隊司令部総務部長                                 |
| 27 | 徳永良二             | 2013年08月01日 - 2015年03月31日                            | 航空自衛隊補給本部第4部長                               | 航空自衛隊幹部学校付                                   |
| 28 | 澄川浩               | 2015年04月01日 - 2017年09月23日                            | 航空幕僚監部総務部総務課 基地対策室長                   | 航空教育集団司令部総務部長                             |
| 29 | 松宮康一郎           | 2017年09月24日 - 2018年12月03日                            | 航空支援集団司令部幕僚長                                | 退職                                                   |
| 30 | 菅原政弘             | 2018年12月04日 - 2020年10月10日                            | 統合幕僚監部指揮通信システム部 指揮通信システム運用課長 | 航空支援集団司令部総務部長                             |
| 31 | 伊藤政文             | 2020年10月11日 - 2022年03月28日                            | 航空自衛隊補給本部計画部長                              | 退職（空将補昇任）                                     |
| 末 | 荒木俊一             | 2022年03月29日 - 2023年03月15日                            | 西部航空方面隊司令部幕僚長                              | 西部高射群司令                                         |

| 代 | 氏名     | 在職期間                        | 前職               | 後職               |
| -- | -------- | ------------------------------- | ------------------ | ------------------ |
| 01 | 荒木俊一 | 2023年03月16日 - 2023年08月21日 | 第2高射群司令      | 退職（空将補昇任） |
| 02 | 荒田真一 | 2023年08月22日 -                | 北部航空施設隊司令 |                    |